# Anoba suffusa
Anoba suffusa là một loài bướm đêm trong họ Erebidae.